# Сорочинський ярмарок (фільм, 1939)
«Сорóчинський я́рмарок» — українська радянська звукова кольорова музична комедія режисера Миколи Екка, зафільмована за мотивами однойменної повісті Миколи Гоголя у 1938 році на Київській кіностудії (нині — імені Олександра Довженка).
Є одним із перших кольорових фільмів у СРСР і першим в українському кінематографі.
Прем'єра відбулася 19 червня 1939 року.

## Сюжет
На Сорочинський ярмарок прибуває низка возів. Біля мосту виникає невеликий затор, і цієї паузи молодому хлопцю на ім'я Грицько вистачає аби познайомитися з дівчиною Парасею і посваритися з її мачухою Хиврею. Розлючена Хивря облаює парубка.
У перший же день ярмарку Грицько пропонує Парасі руку і серце. Батько дівчини — Солопій Черевик — не заперечує. Однак мачуха, дізнавшись про це, розлючується і замикає пасербицю в хаті. Засмучений Грицько йде на берег річки, де стоїть циганський табір. Один з циганів, дізнавшись, через що сумує хлопець, просить привести двадцять волів, обіцяючи, що дівчина стане його дружиною. Відбувається короткий торг, і циган погоджується зробити закоханих щасливими за п'ятнадцять волів.
Далі починається низка організованих циганом ярмаркових пригод, зокрема поява «чорта в червоній свитці». Завершується фільм галасливим весіллям, на якому гуляє все село. Мачуху Хиврю народ зі свята проганяє.

## Створення
Творці фільму першими на Київській кіностудії застосували т. зв. «біпачний метод», коли фільмування велося одночасно на дві плівки, складені емульсіями одна до одної. Фільмували на плівку «Свема». Оскільки двоколірна технологія вважалася експериментальною, до кіногрупи для контролю та консультацій був відряджений інженер «Свеми» Давид Золотницький — в титрах зазначений як керівник кольорової лабораторії.
Радянська кінокритика схвально відгукнулася про фільм. Так, рецензент М. Коваленко відзначив не тільки «напрямну гоголівську думку», яка проходить через усю стрічку, але й роботу композитора Якова Столляра, а також гру акторів, зокрема учасників циганського ансамблю.
За фільм «Сорочинський ярмарок» Микола Екк отримав орден Трудового Червоного Прапора, про що режисер, майже на два десятиліття відлучений від кінематографа, в 1951 році окремо згадав у листі до секретаря ЦК КПРС Михайла Суслова.

## Акторський склад
| Актор                                         | Роль                          |
| --------------------------------------------- | ----------------------------- |
| Валентина Івашова                             | Парася                        |
| Костянтин Короткевич (в титрах А. Короткевич) | Грицько                       |
| Варвара Чайка                                 | Хивря                         |
| Антон Дунайський                              | Солопій Черевик               |
| Франц Гловацький                              | Цибуля                        |
| Тетяна Баришева                               | Кума                          |
| А. Бізев                                      | циган                         |
| Дмитро Капка                                  | зазивала, чорт, бурсак, дідок |
| Віталій Пережогін                             | Афанасій Іванович             |
| Надія Михайлова                               | циганка (спів)                |
| Олександра Кононова                           | циганка (танець)              |
| Андрій Настенко                               | Цибулько                      |

## Знімальна група
- Микола Екк — автор сценарію і режисер-постановник
- Микола Кульчицький, Григорій Александров — оператори-постановники
- Яків Столляр — композитор
- Василь Кричевський — художник-постановник
- Ю. Рогочий — художник
- Олексій Швачко, Суламіф Цибульник — асистенти режисера
- Костянтин Куляєв, Віктор Радченко — асистенти операторів
- Петро Штро — звукооператор
- Давид Золотницький — керівник кольорової лабораторії
- Н. Медведський — директор знімальної групи